# Хаг
Хаг (хол. Den Haag или's-Gravenhage) је административни центар Холандије. Захвата површину од око 100 2 и има 549.163 становника. Трећи је град по величини у држави и у њему се налази седиште холандске владе. Такође, у Хагу се налазе зграде горњег и доњег дома парламента, као и канцеларија краља Вилема Александра. Такође, све амбасаде и разне организације налазе се у овом граду, но ипак према Холандском уставу, главни град је Амстердам.
Хаг је седиште више међународних организација:
- Међународни суд правде у Палати Мира
- Међународни трибунал за ратне злочине почињене на тлу бивше Југославије
- Међународни кривични суд
- Организација за сузбијање хемијског оружја

Град је 1248. основао Виљем II Холандски.
Градски живот је усредоточен око Хофвијвера и Биненхофа, гдје је смештен парламент.
Хаг је највећи холандски град на обали Северног мора. Градско подручје обухвата два приобална градића: главно обално одмаралиште Схевенинген у северозападном дијелу града је омиљено одредиште за туристе и излазак младих. Схевенинген је најпосећеније приобално место у Бенелуксу с 10 милиона посетилаца годишње. Вероватно га због тог разлога многи, чак и Холанђани, погрешно сматрају одвојеним градом иако је у ствари један од осам хашких округа, стадсделена.
Друго приобално одмаралиште Хага је Кијкдуин, на југозападу. Много је мањи и привлачи углавном домаће становништво.
Бивша холандска колонија Холандска источна Индија („Nederlands-Indië”, данас Индонезија) оставила је свој траг у Хагу. Бројне су улице назване по местима Холандске источне Индије, a у граду живи велика „индијска” („Indische(e)” или „Indo”), у ствари мешано холандско-индонезијска заједница. Од 1949. и губитка поседа, међу овим становницима задржао се за Хаг надимак 'Удовица „Indië”'.
Једна од карактеристика Хага су широке и дуге улице у старијим деловима града. Куће су обично ниске, с највише три спрата, и прилично елегантне. Градски план је просторнији него у другим холандским градовима, a у граду готово уопште нема канала, јер су сви крајем 19. века исушени.
У Хагу се налазе неке од најбогатијих и најсиромашнијих четврти Холандије. Богатија подручја углавном су смештена западно од Лаан ван Меердервоорта. Сиромашнија се налазе у јужним и источним деловима града. Ова се подела одразила и у локалном нагласку: за богатије грађане се често користи назив „Hagenaars” (Хагенари), a њихов говор назива се „бекакт”, за разлику од скупине „Hagenezen” (Хагенези), који говоре „плат Хагс”. Међу овим друштвеним групама нема пуно комуникације.

## Географија

### Клима
| Клима Морнаричке ваздухопловне базе Балкенбург                                                           | Клима Морнаричке ваздухопловне базе Балкенбург | Клима Морнаричке ваздухопловне базе Балкенбург | Клима Морнаричке ваздухопловне базе Балкенбург | Клима Морнаричке ваздухопловне базе Балкенбург | Клима Морнаричке ваздухопловне базе Балкенбург | Клима Морнаричке ваздухопловне базе Балкенбург | Клима Морнаричке ваздухопловне базе Балкенбург | Клима Морнаричке ваздухопловне базе Балкенбург | Клима Морнаричке ваздухопловне базе Балкенбург | Клима Морнаричке ваздухопловне базе Балкенбург | Клима Морнаричке ваздухопловне базе Балкенбург | Клима Морнаричке ваздухопловне базе Балкенбург | Клима Морнаричке ваздухопловне базе Балкенбург |
| Показатељ \ Месец                                                                                        | .Јан.                                          | .Феб.                                          | .Мар.                                          | .Апр.                                          | .Мај.                                          | .Јун.                                          | .Јул.                                          | .Авг.                                          | .Сеп.                                          | .Окт.                                          | .Нов.                                          | .Дец.                                          | .Год.                                          |
| --- | ---------------------------------------------- | ---------------------------------------------- | ---------------------------------------------- | ---------------------------------------------- | ---------------------------------------------- | ---------------------------------------------- | ---------------------------------------------- | ---------------------------------------------- | ---------------------------------------------- | ---------------------------------------------- | ---------------------------------------------- | ---------------------------------------------- | ---------------------------------------------- |
| Апсолутни максимум, °C (°F)                                                                              | 13,8 (56,8)                                    | 15,9 (60,6)                                    | 20,8 (69,4)                                    | 25,9 (78,6)                                    | 29,7 (85,5)                                    | 33,5 (92,3)                                    | 36,5 (97,7)                                    | 34,6 (94,3)                                    | 31,7 (89,1)                                    | 24,5 (76,1)                                    | 17,5 (63,5)                                    | 15,4 (59,7)                                    | 36,5 (97,7)                                    |
| Максимум, °C (°F)                                                                                        | 5,9 (42,6)                                     | 6,3 (43,3)                                     | 9,3 (48,7)                                     | 12,8 (55)                                      | 16,7 (62,1)                                    | 19,0 (66,2)                                    | 21,3 (70,3)                                    | 21,5 (70,7)                                    | 18,4 (65,1)                                    | 14,5 (58,1)                                    | 9,9 (49,8)                                     | 6,6 (43,9)                                     | 13,5 (56,3)                                    |
| Просек, °C (°F)                                                                                          | 3,6 (38,5)                                     | 3,6 (38,5)                                     | 6,1 (43)                                       | 8,7 (47,7)                                     | 12,5 (54,5)                                    | 15,1 (59,2)                                    | 17,4 (63,3)                                    | 17,5 (63,5)                                    | 14,8 (58,6)                                    | 11,3 (52,3)                                    | 7,4 (45,3)                                     | 4,3 (39,7)                                     | 10,2 (50,4)                                    |
| Минимум, °C (°F)                                                                                         | 1,0 (33,8)                                     | 0,7 (33,3)                                     | 2,7 (36,9)                                     | 4,5 (40,1)                                     | 8,1 (46,6)                                     | 11,0 (51,8)                                    | 13,3 (55,9)                                    | 13,3 (55,9)                                    | 10,9 (51,6)                                    | 7,8 (46)                                       | 4,5 (40,1)                                     | 1,7 (35,1)                                     | 6,6 (43,9)                                     |
| Апсолутни минимум, °C (°F)                                                                               | −16,4 (2,5)                                    | −14,0 (6,8)                                    | −11,1 (12)                                     | −4,4 (24,1)                                    | −1,5 (29,3)                                    | 1,7 (35,1)                                     | 5,4 (41,7)                                     | 5,5 (41,9)                                     | 1,2 (34,2)                                     | −4,4 (24,1)                                    | −7,1 (19,2)                                    | −10,6 (12,9)                                   | −16,4 (2,5)                                    |
| Количина падавина, mm (in)                                                                               | 68,4 (2,693)                                   | 51,2 (2,016)                                   | 59,8 (2,354)                                   | 42,9 (1,689)                                   | 54,7 (2,154)                                   | 61,6 (2,425)                                   | 72,7 (2,862)                                   | 84,0 (3,307)                                   | 89,2 (3,512)                                   | 89,9 (3,539)                                   | 90,4 (3,559)                                   | 76,4 (3,008)                                   | 841,2 (33,118)                                 |
| Дани са падавинама (≥ 1 mm)                                                                              | 12                                             | 10                                             | 11                                             | 9                                              | 9                                              | 9                                              | 10                                             | 10                                             | 12                                             | 13                                             | 14                                             | 13                                             | 132                                            |
| Дани са снегом                                                                                           | 5                                              | 5                                              | 3                                              | 1                                              | 0                                              | 0                                              | 0                                              | 0                                              | 0                                              | 0                                              | 2                                              | 4                                              | 20                                             |
| Релативна влажност, %                                                                                    | 86                                             | 84                                             | 83                                             | 79                                             | 78                                             | 79                                             | 80                                             | 80                                             | 83                                             | 84                                             | 87                                             | 87                                             | 82,5                                           |
| Сунчани сати — месечни просек                                                                            | 65,5                                           | 89,6                                           | 133,7                                          | 190,5                                          | 229,0                                          | 216,1                                          | 227,4                                          | 207,1                                          | 145,5                                          | 110,3                                          | 61,1                                           | 49,2                                           | 1.726,1                                        |
| Извор #1: Royal Netherlands Meteorological Institute (1981–2010 normal, snowy days normal for 1971–2000) |                                                |                                                |                                                |                                                |                                                |                                                |                                                |                                                |                                                |                                                |                                                |                                                |                                                |
| Извор #2: Royal Netherlands Meteorological Institute (1971–2000 extremes)                                |                                                |                                                |                                                |                                                |                                                |                                                |                                                |                                                |                                                |                                                |                                                |                                                |                                                |

## Становништво
Према процени, у граду је 2008. живело 441.094 становника.
| 1980.   | 1990.   | 2000.   | 2008.   |
| ------- | ------- | ------- | ------- |
| 456.886 | 441.506 | 441.094 | 475.932 |

## Партнерски градови
- Варшава
- Палембанг
- Назарет
- Juigalpa